# Oedera capensis
Oedera capensis là một loài thực vật có hoa trong họ Cúc. Loài này được (L.) Druce mô tả khoa học đầu tiên năm 1914.